# Ionuț Ursu
Ionuț Ursu (sinh ngày 21 tháng 3 năm 1989) là một cầu thủ bóng đá người România thi đấu ở vị trí trung vệ cho câu lạc bộ Liga II Sepsi Sfântu Gheorghe.

## Sự nghiệp câu lạc bộ
Anh có màn ra mắt cấp độ chuyên nghiệp tại Liga I cho Botoșani vào ngày 21 tháng 7 năm 2013 khi đá chính trong trận đấu trước CFR Cluj.